# Lunar Prospector

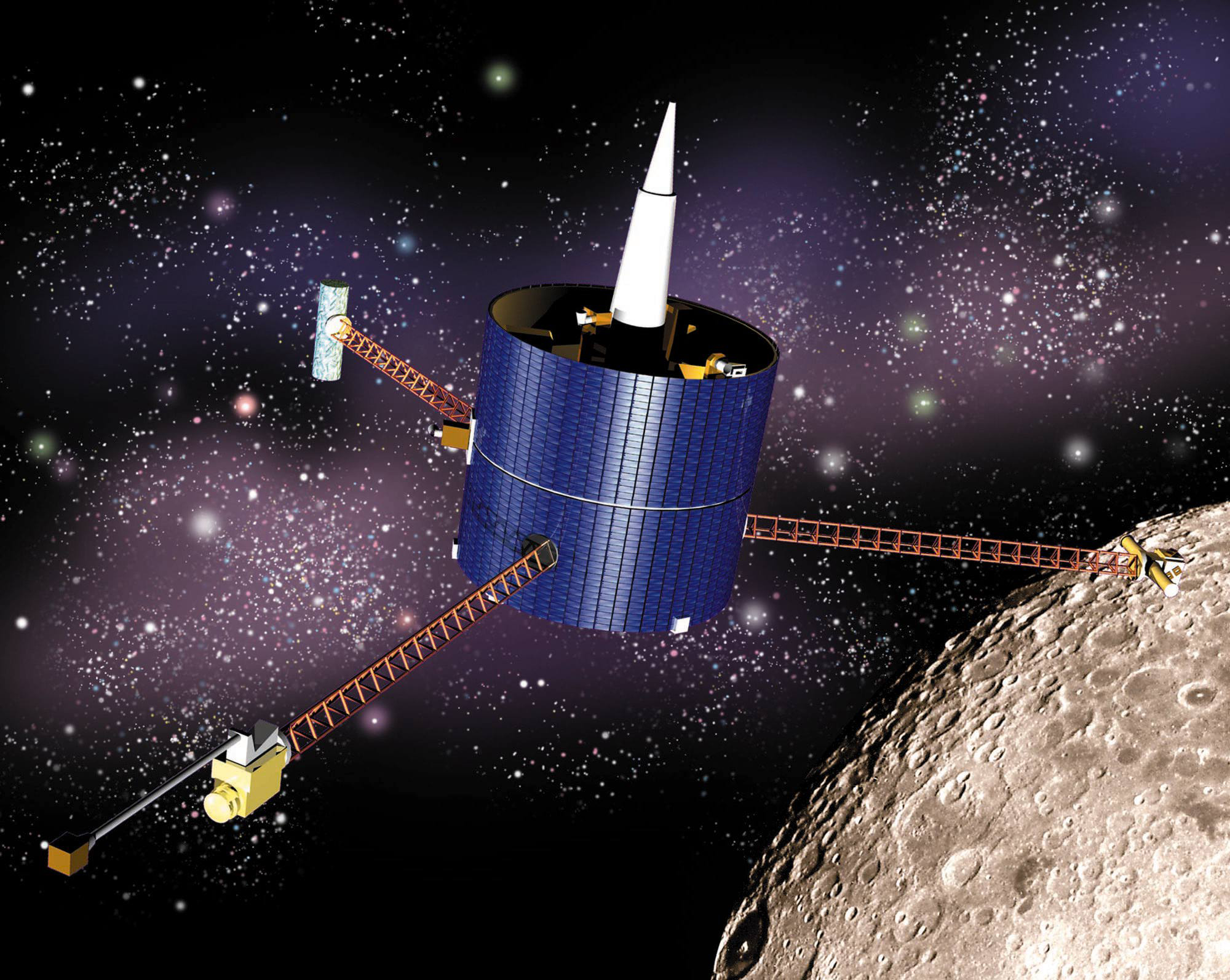
Lunar Prospector

Lunar Prospector (з англ. — «місячний геолог») — американська автоматична міжпланетна станція для дослідження Місяця, створена за програмою НАСА «Discovery». Запущена 7 січня 1998 року. Закінчила роботу 31 липня 1999 року.

## Завдання польоту
АМС Lunar Prospector було створено для глобальної зйомки елементного складу Місяця, дослідження його гравітаційного поля й внутрішньої будови, магнітного поля й викидів летких речовин. Перші комплексні дослідження поверхні Місяця були проведені ще під час експедицій на кораблях Аполлон. У 1994 АМС «Клементина» вперше склала глобальну карту елементного складу Місяця й знайшла великі запаси льоду на його південному полюсі, що дуже важливо для подальшого дослідження супутника Землі. Lunar Prospector'у було поставлено завдання доповнити й уточнити дані «Клементини», а головне — перевірити наявність льоду.

## Конструкція
Основою конструкції КА була тригранна призма (половинка КА Iridium), до якої кріпиться зовнішня циліндрична оболонка діаметром 1,40 м і довжиною 1,25 м. Від циліндра перпендикулярно осі відходили три штанги довжиною по 2,4 м з науковою апаратурою. Маса заправленого КА — 295 кг. Станція стабілізувалася обертанням довкола поздовжньої осі. Система енергоживлення мала змонтовані на циліндричній оболонці сонячні елементи з вихідною потужністю 206 Вт і нікель-гідридні акумуляторні батареї. У системі керування й обробки даних не було бортового комп'ютера. Станція працювала за командами, які видавалися з центру керування, який був обладнаний у дослідницькому центрі імені Еймса. Зв'язок зі станцією здійснювався через передавач і приймач S-діапазону, які працювали або через всеспрямовану антену, або антену середнього посилення MGA, розташовані на верхньому дні апарата.

## Наукова апаратура
АМС мав п'ять приладів:
- Електронний рефлектометр (ER), а також магнітометр (MAG) служили для виявлення залишкового магнітного поля й можливого залізного ядра Місяця.
- Нейтронний спектрометр NS фіксував нейтрони, які вибиваються з поверхні Місяця ядрами космічних променів, і визначав їх енергії. За спектром нейтронів можна визначити наявність в ґрунті водню, а отже — і води. Аналогічна методика застосовується на Марсі (прилад HEND на АМС Mars Odyssey тощо).
- Гамма-спектрометр GRS призначений для виявлення 56 основних елементів місячної кори, зокрема калію і фосфору, титану, кремнію, алюмінію і заліза, за їх флуоресценцією під жорстким випромінюванням Сонця.
- Альфа-спектрометр APS призначений для пошуку газів, які виділяються з місячної поверхні в результаті тектонічних або вулканічних явищ — азоту, окису вуглецю, вуглекислого газу і радону, і взаємодії цих явищ з ледве видимою місячною атмосферою.

Камери видимого діапазону на станції не було. Це пояснюється тим, що Місяць був давно й детально відзнятий, а також зі складністю розміщення на такому легкому апараті з жорсткими обмеженнями за енергетикою і радіокомплексом.

## Політ і наукові результати

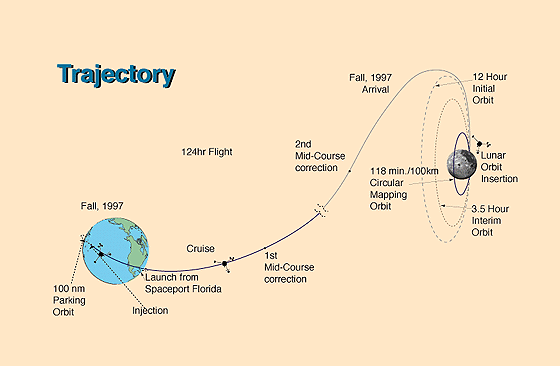
Траєкторія польоту Lunar Prospector

Lunar Prospector був запущений 7 січня 1998 року ракетою-носієм Athena-2. 11 січня станція вийшла на високоеліптичну полярну навколомісячну орбіту, а через кілька днів сформувала робочу кругову орбіту висотою близько 100 км, вибрану таким чином, щоб АМС якнайменше заходила у тінь Місяця.
Протягом 1998 року було вирішено більшість наукових завдань, задля яких запускався апарат. У першу чергу — було уточнено можливий об'єм льоду на південному полюсі Місяця, його місткість у ґрунті вчені визначили як 1-10 % і ще сильніший сигнал вказує на наявність льоду на північному полюсі. На зворотному боці Місяця магнітометром були знайдені відносно потужні локальні магнітні поля — 40 нТл (0,1 % від земного маг. поля), які сформували 2 невеликі магнітосфери діаметром близько 200 км. За збуреннями в русі апарата було виявлено 7 нових масконів.
Також було проведено першу глобальну спектрометричну зйомку в гамма-променях, за підсумками якої було складено карти розподілу титану, заліза, алюмінію, калію, кальцію, кремнію, магнію, кисню, урану, рідкісноземельних елементів і фосфору, і створено модель гравітаційного поля Місяця з гармоніками до 100-го порядку, що дозволяє дуже точно розраховувати орбіту супутників Місяця.
За початковими планами Lunar Prospector мав закінчити роботу до 28 липня 1999 року. Того дня мало відбутись Місячне затемнення, під час якого апарат більше 3 годин залишався без освітлення Сонцем і неминуче розрядив би свої батареї. Однак ціною повного вимкнення апаратури працездатність апарата було збережено. Останній експеримент: кероване падіння у кратер на південному полюсі Місяця, де передбачалася наявність льоду. За викидами матеріалів під час удару вчені сподівались точно встановити вміст льоду у кратері. 31 липня апарат видав останній імпульс і пішов вниз. За подією спостерігали всі найбільші телескопи Землі і космічний телескоп Габбла, однак ніякої хмари пилу або іншого ефекту в місці падіння виявлено не було. Аналогічний експеримент було поставлено 2006 року з АМС SMART-1, тоді слабкий спалах у місці удару зареєстрував лише один великий телескоп на Гаваях.

## Цікаві факти
В 1998 році, автоматична міжпланетна станція Lunar Prospector скинула капсулу з прахом астрогеолога Юджина Шумейкера в один з кратерів на південному полюсі Місяця. До капсули також поклали фото відкритого Шумейкером кратера Диявола та уривок з «Ромео та Джульєтти», улюбленого твору вченого.